# Admirał Nachimow (1969)
Admirał Nachimow (ros. Адмирал Нахимов) – radziecki krążownik rakietowy projektu 1134A (ozn. NATO Kresta II), klasyfikowany oficjalnie jako duży okręt przeciwpodwodny. W czynnej służbie od 1971 do 1991 roku. Wchodził w skład Floty Północnej.

## Budowa i opis techniczny
„Admirał Nachimow” był trzecim zbudowanym okrętem projektu 1134A (Bierkut-A), znanego też od pierwszego okrętu jako typ Kronsztadt, a w kodzie NATO oznaczanego Kresta II. Okręt otrzymał nazwę jako kolejna jednostka na cześć XIX-wiecznego admirała Pawła Nachimowa. Budowany był w stoczni im. A.A. Żdanowa w Leningradzie (numer budowy 723). Stępkę położono 10 lipca 1967 roku (spotykana też jest data 15 stycznia 1968). Okręt został wciągnięty na listę floty 2 sierpnia 1968 roku, a wodowany 15 kwietnia 1969 roku . Do służby wszedł 29 listopada 1971 roku.
Okręty projektu 1134A były klasyfikowane jako duże okręty przeciwpodwodne (ros. bolszoj protiwołodocznyj korabl, BPK), niemniej na zachodzie powszechnie uznawane są za krążowniki. Ich zasadniczym przeznaczeniem było zwalczanie okrętów podwodnych, w tym celu główne uzbrojenie stanowiło osiem wyrzutni rakietotorped Mietiel, z ośmioma pociskami, wymieniane następnie na nowsze wyrzutnie Rastrub-B, lecz brak jest informacji, żeby „Admirał Nachimow” przeszedł taką modernizację. Dodatkowo posiadały dziesięć wyrzutni torped kalibru 533 mm, z których można było wystrzeliwać torpedy przeciw okrętom podwodnym. Uzbrojenie przeciwpodwodne uzupełniały dwa dwunastoprowadnicowe miotacze rakietowych bomb głębinowych RBU-6000 (144 bomby kalibru 213 mm) i dwa sześcioprowadnicowe RBU-1000 (48 bomb kalibru 305 mm). Możliwości w zakresie zwalczania okrętów rozszerzał jeden pokładowy śmigłowiec Ka-25PŁ. Uzbrojenie artyleryjskie stanowiły dwa podwójnie sprzężone działa uniwersalne kalibru 57 mm AK-725, umieszczone nietypowo w dwóch wieżach na burtach, oraz dwa zestawy artyleryjskie obrony bezpośredniej w postaci dwóch par sześciolufowych naprowadzanych radarowo działek 30 mm AK-630M (łącznie cztery działka). Uzbrojenie rakietowe stanowiły dwie dwuprowadnicowe wyrzutnie przeciwlotniczych pocisków rakietowych średniego zasięgu Sztorm-M, na dziobie i na rufie, z zapasem 48 pocisków.
Okręty wyposażone były w odpowiednie środki obserwacji technicznej, w tym stacje radiolokacyjne dozoru ogólnego Woschod (MR-600) na maszcie dziobowym i Angara-A (MR-310A) na maszcie rufowym, radary artyleryjskie oraz kompleks hydrolokacyjny Titan-2 (MG-332) z anteną w gruszce dziobowej.
Okręty miały wyporność standardową 5600 ton i pełną 7535 ton. Długość kadłuba wynosiła 159 m, a szerokość 16,8 m. Napęd stanowiły dwa zespoły turbin parowych TW-12 o łącznej mocy 90 000 KM, napędzające każdy po jednej śrubie. Parę zapewniały cztery kotły. Napęd zapewniał osiągnięcie prędkości maksymalnej 33 węzły, a ekonomicznej 18 węzłów.

## Służba
„Admirał Nachimow” od 13 grudnia 1971 roku wchodził w skład Floty Północnej ZSRR.
W dniach 24-29 września 1974 złożył wizytę w Hawanie na Kubie.
Przechodził remont w Murmańsku od lutego 1981 do czerwca 1982 roku. Kolejny remont rozpoczęto 1 marca 1989 roku, lecz z uwagi na problemy finansowe nie został on ukończony i 31 stycznia 1991 roku okręt został rozbrojony i wycofany ze służby. 4 listopada 1991 roku został skreślony z listy floty, po czym do końca 1994 roku złomowany w Murmańsku. Według innych informacji, w czerwcu 1992 roku podczas holowania na złom do Indii osiadł na skałach koło Durbanu.